# Bass on Top
 (avril 2017).
Si vous disposez d'ouvrages ou d'articles de référence ou si vous connaissez des sites web de qualité traitant du thème abordé ici, merci de compléter l'article en donnant les références utiles à sa vérifiabilité et en les liant à la section « Notes et références ».
Albums de Paul Chambers
Paul Chambers Quintet
(1957) Go
(1959)
Bass on Top est un album du contrebassiste de jazz américain Paul Chambers sorti en 1957 sur le label Blue Note Records (Réf: BLP 1569).

## Liste des titres
| No  | Titre                            | Auteur                    | Durée |
| --- | -------------------------------- | ------------------------- | ----- |
| A1. | Yesterdays                       | Otto Harbach, Jerome Kern | 5:55  |
| A2. | You'd Be So Nice to Come Home To | Cole Porter               | 7:18  |
| A3. | Chasin' the Bird                 | Charlie Parker            | 6:20  |

| B1.   | Dear Old Stockholm (Traditionnelle) |                                                   | 6:45 |
| B2.   | The Theme                           | Miles Davis                                       | 6:15 |
| B3.   | Confessin'                          | Doc Daugherty, Ellis Reynolds, Al J. Neiburg (en) | 4:12 |
| 36:51 |                                     |                                                   |      |

| Titre supplémentaire - Éditions CD (1986 et ultérieures) | Titre supplémentaire - Éditions CD (1986 et ultérieures) | Titre supplémentaire - Éditions CD (1986 et ultérieures) | Titre supplémentaire - Éditions CD (1986 et ultérieures) | Titre supplémentaire - Éditions CD (1986 et ultérieures) | Titre supplémentaire - Éditions CD (1986 et ultérieures) | Titre supplémentaire - Éditions CD (1986 et ultérieures) | Titre supplémentaire - Éditions CD (1986 et ultérieures) | Titre supplémentaire - Éditions CD (1986 et ultérieures) | Titre supplémentaire - Éditions CD (1986 et ultérieures) |
| No                                                       | Titre                                                    | Auteur                                                   | Durée                                                    |                                                          |                                                          |                                                          |                                                          |                                                          |                                                          |
| -------------------------------------------------------- | -------------------------------------------------------- | -------------------------------------------------------- | -------------------------------------------------------- | -------------------------------------------------------- | -------------------------------------------------------- | -------------------------------------------------------- | -------------------------------------------------------- | -------------------------------------------------------- | -------------------------------------------------------- |
| 7.                                                       | Chamber Mates                                            | Kenny Burrell, Chambers                                  | 5:03                                                     |                                                          |                                                          |                                                          |                                                          |                                                          |                                                          |
| 41:54                                                    |                                                          |                                                          |                                                          |                                                          |                                                          |                                                          |                                                          |                                                          |                                                          |

Note
À compter de 1986, avec la première édition CD (Réédition Édition limitée Japon du 25 juin 1986), le titre supplémentaire Chamber Mates est ajouté à l'album.

## Crédits

### Membres du groupe
- Paul Chambers : contrebasse[5]
- Art Taylor : batterie
- Kenny Burrell : guitare
- Hank Jones : piano

### Équipes technique et production
- Production : Alfred Lion
- Enregistrement : Rudy Van Gelder
- Photographie : Francis Wolff
- Design : Harold Feinstein

Réédition CD remastérisée
- Production : Michael Cuscuna
- Ré-enregistrement, remastering : Rudy Van Gelder
- Transfert digital : Ron McMaster